# Mostorp
Mostorp är en herrgård i Getinge socken, Halmstads kommun, Halland. Verksamheten på Mostorp består i uppfödning av nötkreatur, slakteri och gårdsbutik. Gården blev byggnadsminne 16 juni 2003.

## Historia
Mostorp nämns första gången 1566 i ett brev från Fredrik II. 1854 köpte Ludvig von Segebaden en del av Mostorps by. Därefter utökades egendom efter hand och vid slutet av 1800-talet var den en Hallands största gårdar. Slottet byggdes 1878–1880 av granit i medeltidsromantisk stil. Ludvig von Segebadens dotter Ester och hennes man Rolf von Braun övertog Mostorp 1893. Gården tillhör fortfarande släkten von Braun.